# Roca dels Corbs (Prades)
La Roca dels Corbs és una muntanya de 1096 metres que es troba al municipi de Prades, a la comarca catalana del Baix Camp.